# Hister latimargo
Hister latimargo är en skalbaggsart som beskrevs av Schmidt 1893. Hister latimargo ingår i släktet Hister och familjen stumpbaggar. Inga underarter finns listade i Catalogue of Life.